# Primera Liga de Eslovenia 2001-02
La PrvaLiga de Eslovenia 2001-02 fue la 11.ª edición de la máxima categoría del fútbol esloveno. Inició el 23 de julio de 2001 y finalizó el 5 de mayo de 2002. El campeón fue el NK Maribor por sexta vez consecutiva.

## Tabla de posiciones
| Pos | Equipo           | PJ | PG | PE | PP | GF | GC | Dif | Pts |
| --- | ---------------- | -- | -- | -- | -- | -- | -- | --- | --- |
| 1   | Maribor          | 33 | 19 | 9  | 5  | 64 | 23 | +41 | 66  |
| 2   | Primorje         | 33 | 18 | 6  | 9  | 57 | 26 | +31 | 60  |
| 3   | Koper            | 33 | 15 | 11 | 7  | 45 | 26 | +19 | 56  |
| 4   | Gorica           | 33 | 14 | 9  | 10 | 38 | 40 | –2  | 51  |
| 5   | Olimpija         | 33 | 15 | 6  | 12 | 39 | 42 | –3  | 51  |
| 6   | Celje            | 33 | 14 | 6  | 13 | 50 | 39 | +11 | 48  |
| 7   | Mura             | 33 | 14 | 6  | 13 | 36 | 35 | +1  | 48  |
| 8   | Rudar Velenje    | 33 | 11 | 9  | 13 | 46 | 52 | –6  | 42  |
| 9   | Šmartno          | 33 | 9  | 13 | 11 | 41 | 40 | +1  | 40  |
| 10  | Korotan Prevalje | 33 | 10 | 7  | 16 | 28 | 46 | –18 | 37  |
| 11  | Triglav Kranj    | 33 | 9  | 6  | 18 | 34 | 60 | –16 | 33  |
| 12  | Domžale          | 33 | 3  | 7  | 23 | 26 | 75 | –49 | 16  |

PJ = Partidos jugados; PG = Partidos ganados; PE = Partidos empatados; PP = Partidos perdidos; GF = Goles anotados; GC = Goles recibidos; Dif = Diferencia de goles; Pts = Puntos
|  | Liga de Campeones de la UEFA |
|  | Copa de la UEFA              |
|  | Copa Intertoto de la UEFA    |
|  | Descenso a la 2. SNL         |

| Bandera de Eslovenia         |
| Campeón NK Maribor 6° título |